# Roddy Ricch

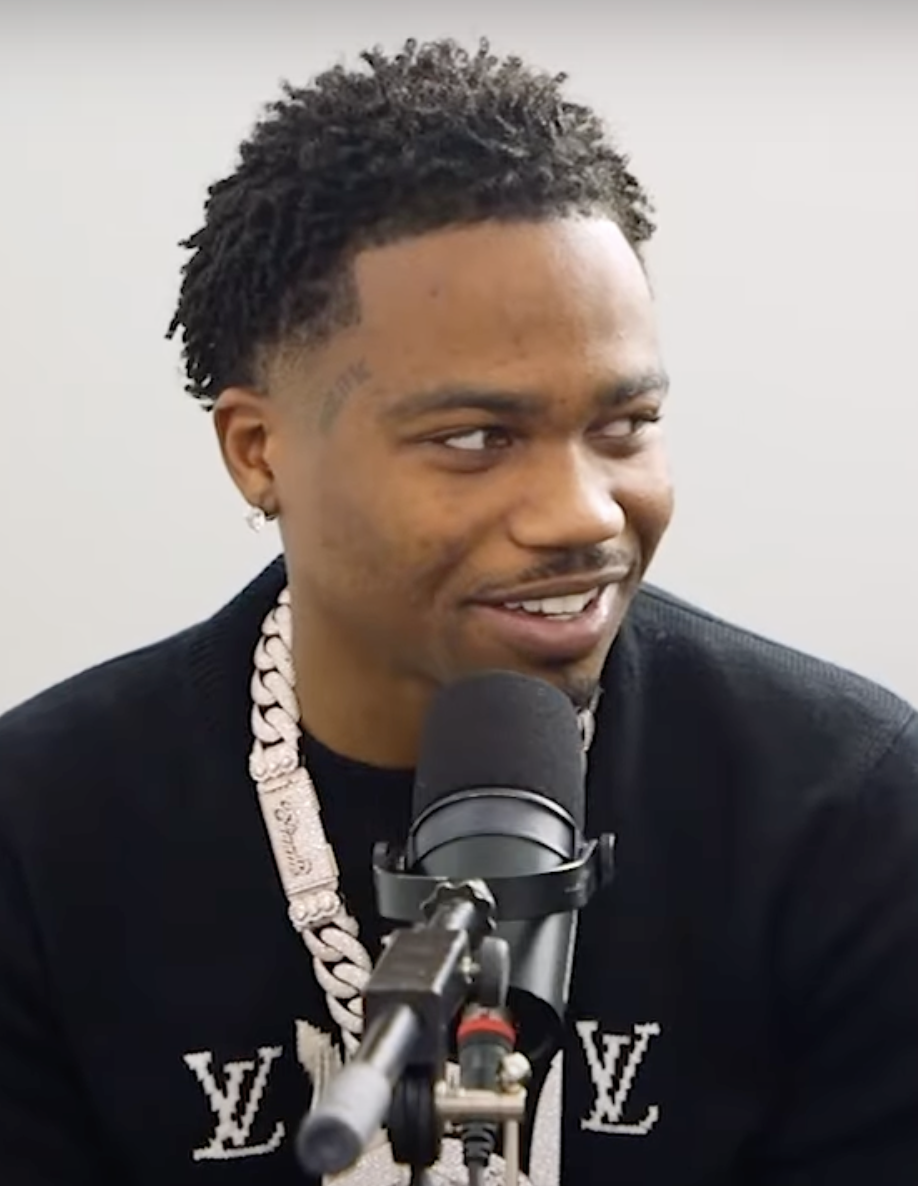
Roddy Rich (2023)

Roddy Ricch (* 22. Oktober 1998 in Compton, Kalifornien; bürgerlich Rodrick Wayne Moore, Jr.) ist ein US-amerikanischer Rapper, Sänger und Musikproduzent.

## Leben und Karriere
Geboren und aufgewachsen ist Rodrick Wayne Moore, Jr. im kalifornischen Compton, einem Vorort von Los Angeles, lebte jedoch zeitweise auch in Atlanta im US-Bundesstaat Georgia. Bereits im Alter von acht Jahren begann er zu rappen. Mit 16 Jahren produzierte er seine ersten Beats.
Sein erstes kommerzielles Mixtape Feed tha Streets erschien am 22. November 2017. Aus dem Projekt wurden außerdem die Lieder Chase tha Bag, Hoodrich und Fucc It Up als Singles ausgekoppelt. Das Mixtape erhielt positives Feedback von namhaften Rappern wie Meek Mill, Nipsey Hussle und Mustard. Besonderen Zuspruch erhielt er von Mill und Hussle, welche den Rapper auf Konzerten als Gastmusiker auftreten ließen. Im März 2018 folgte seine erste EP Be 4 tha Fame. Aus der Zusammenarbeit mit dem Produzenten London On Da Track im Juni 2018 resultierte die Single Die Young, eine Hommage an die verstorbenen Rapper XXXTentacion, Lil Snupe und Speaker Knockerz. Mit der Single gelang dem Künstler seine erste Chartplatzierung in den Billboard Hot 100. Auf Streaming-Plattformen erhielt das Lied in kürzester Zeit über 20 Millionen Streaming-Abrufe. Im November 2018 erschien sein zweites Mixtape Feed tha Streets II, erreichte jedoch erst ein halbes Jahr später die Billboard 200. Am 6. Dezember 2019 folgte die Veröffentlichung seines Debütalbums Please Excuse Me for Being Antisocial und erreichte auf Anhieb Platz eins der US-amerikanischen Albumcharts. Der Rapper wurde mehrfach für die Grammy Awards 2020 nominiert, darunter für die beste Rap-Performance (Ballin’ und Racks in the Middle) und den besten Rap-Song (Racks in the Middle).

## Diskografie
Studioalben

| Jahr | Titel Musiklabel                                             | Höchstplatzierung, Gesamtwochen, AuszeichnungChartplatzierungen (Jahr, Titel, Musiklabel, Platzierungen, Wochen, Auszeichnungen, Anmerkungen) | Höchstplatzierung, Gesamtwochen, AuszeichnungChartplatzierungen (Jahr, Titel, Musiklabel, Platzierungen, Wochen, Auszeichnungen, Anmerkungen) | Höchstplatzierung, Gesamtwochen, AuszeichnungChartplatzierungen (Jahr, Titel, Musiklabel, Platzierungen, Wochen, Auszeichnungen, Anmerkungen) | Höchstplatzierung, Gesamtwochen, AuszeichnungChartplatzierungen (Jahr, Titel, Musiklabel, Platzierungen, Wochen, Auszeichnungen, Anmerkungen) | Höchstplatzierung, Gesamtwochen, AuszeichnungChartplatzierungen (Jahr, Titel, Musiklabel, Platzierungen, Wochen, Auszeichnungen, Anmerkungen) | Anmerkungen                                                  |
| Jahr | Titel Musiklabel                                             | DE | AT | CH | UK | US | Anmerkungen                                                  |
| ---- | ------------------------------------------------------------ | --- | --- | --- | --- | --- | ------------------------------------------------------------ |
| 2019 | Please Excuse Me for Being Antisocial Atlantic Records (WMG) | — | — | CH68 (8 Wo.)CH | UK13 Gold · (19 Wo.)UK | US1 ×2Doppelplatin · (128 Wo.)US | Erstveröffentlichung: 6. Dezember 2019 Verkäufe: + 2.265.000 |
| 2021 | Live Life Fast Atlantic Records (WMG)                        | — | — | CH26 (1 Wo.)CH | UK34 (1 Wo.)UK | US4 (10 Wo.)US | Erstveröffentlichung: 17. Dezember 2021                      |